# Margaret (Mond)
Margaret (auch Uranus XXIII) ist der vierundzwanzigste der 27 bekannten und der sechste und einzige prograde der äußeren irregulären Monde des Planeten Uranus.

## Entdeckung und Benennung
Margaret wurde am 29. August 2003 durch den Astronomen Scott S. Sheppard, auf Aufnahmen von David C. Jewitt und ihm selbst, entdeckt. Diese Aufnahmen wurden mit dem 8,2-Meter-Subaru-Reflector-Telescope am Mauna-Kea-Observatorium auf Hawaii (USA) angefertigt. Eigentlich war der Mond bereits am 13. und 25. August 2001 von Matthew J. Holman und John J. Kavelaars auf Aufnahmen mit dem 4-Meter-Blanco-Teleskop am Cerro Tololo Inter-American Observatory in Chile zu sehen, auf denen auch Francisco, Trinculo und Ferdinand beobachtet werden konnte. Allerdings konnte anhand der gewonnenen Daten keine Bahn berechnet werden und die beiden Astronomen erkannten nicht, dass es sich um einen bis dahin unbekannten Mond handelte, da sie Margaret für einen der bereits entdeckten Monde hielten. Die Entdeckung wurde am 9. Oktober 2003 bekannt gegeben; der Mond erhielt zunächst die vorläufige Bezeichnung S/2003 U 3.
Am 29. Dezember 2005 hat der Mond dann den offiziellen Namen Margaret erhalten, als einziger irregulärer Mond nach einer Gestalt in William Shakespeares Komödie Viel Lärm um nichts. Margaret war eine Kammerfrau des Helden, die mit Hero, der Tochter Leonatos, verwechselt wurde, als sie Boracchio an Heros Fenster unterhielt; dies führte zu einer großen Peinlichkeit an Heros Hochzeit mit dem Grafen Claudio.
Margaret war auch der Name der Tochter Reigniers und späteren Frau König Heinrichs VI. aus Shakespeares Heinrich VI.
Bislang wurden alle Uranusmonde nach Figuren von Shakespeare oder Alexander Pope benannt. Die ersten vier entdeckten Uranusmonde (Oberon, Titania, Ariel, Umbriel) wurden nach Vorschlägen von John Herschel, dem Sohn des Uranus-Entdeckers Wilhelm Herschel, benannt. Später wurde die Tradition der Namensgebung beibehalten.

## Bahneigenschaften

Einordnung in die irregulären Monde

Margaret umläuft Uranus auf einer prograden, sehr stark elliptischen Umlaufbahn zwischen 4.600.000 und 24.000.000 km von dessen Zentrum (Große Bahnhalbachse 14.345.000 km). Die Bahnexzentrizität beträgt 0,6772 die Bahn ist 57,37° gegenüber der Ekliptik geneigt. Margaret ist knapp 25 mal so weit von Uranus entfernt wie der äußerste reguläre Mond Oberon.
Bedingt durch die große Distanz zu Uranus und gravitative Störungen durch die Sonne und andere Faktoren sind die Bahnparameter dadurch möglicherweise variabel; der Mond könnte vielleicht auch (wieder) in eine heliozentrische Umlaufbahn gelangen. Durch die für einen Mond sehr hohe Exzentrizität – die nach gegenwärtigem Wissensstand nach der des Neptunmondes Nereid die zweithöchste im Sonnensystem ist – kommt Margaret Uranus in ihrer Periapsis näher als die vier weiter innen kreisenden irregulären Monde Caliban, Stephano, Trinculo und Sycorax.
Margaret ist der einzige der äußeren irregulären Uranusmonde mit einer prograden Bahn, d. h., der Mond bewegt sich in der Rotationsrichtung des Uranus um den Planeten. Damit ist er mit Sicherheit kein Mitglied der Sycorax-Gruppe, einer Gruppe von Monden mit Bahnneigungen zwischen 140 und 170°. Margaret bildet somit eine eigene Gruppe. Alle anderen äußeren acht irregulären Monde weisen retrograde Bahnen auf.
Die Umlaufbahn des nächstinneren Mondes Sycorax ist im Mittel etwa 2,24 Millionen km von Margarets Orbit entfernt, die Entfernung der Bahn des nächstäußeren Mondes Prospero beträgt im Mittel etwa 1,74 Millionen km.
Margaret umläuft Uranus in rund 1694 Tagen und 19 Stunden beziehungsweise rund 4,6 Erdjahren. Margaret benötigt für einen Umlauf um Uranus fast genau so lange wie der Zwergplanet Ceres um die Sonne.

## Physikalische Eigenschaften
Margaret hat einen Durchmesser von geschätzten 20 km, beruhend auf dem für sie angenommenen Rückstrahlvermögen von 4 %. Die Oberfläche ist damit jedenfalls ausgesprochen dunkel. Ihre Dichte wird auf 1,5 g/cm3 geschätzt. Damit dürfte der Mond zum überwiegenden Teil aus Wassereis und silikatischem Gestein zusammengesetzt sein. An seiner Oberfläche beträgt die Schwerebeschleunigung 0,004 m/s2, dies entspricht etwa 0,4 ‰ der irdischen. Margaret erscheint im Spektrum in grauer Farbe.

## Entstehung
Es wird angenommen, dass Margaret ein eingefangenes Objekt des Kuipergürtels ist und nicht in der Akkretionsscheibe, die das Uranussystem formte, entstanden ist. Es ist denkbar, dass der Mond von einem Kuipergürtelobjekt zunächst zu einem Zentauren wurde und daraufhin durch Uranus eingefangen wurde. Der exakte Einfangmechanismus ist nicht bekannt, doch das Einfangen eines Mondes benötigt die Dissipation von Energie. Die Hypothesen reichen von Einzug von Gas der protoplanetaren Scheibe, Interaktionen im Rahmen des Mehrkörperproblems und Einfang durch die stark anwachsende Masse von Uranus.